# Günther Enderlein

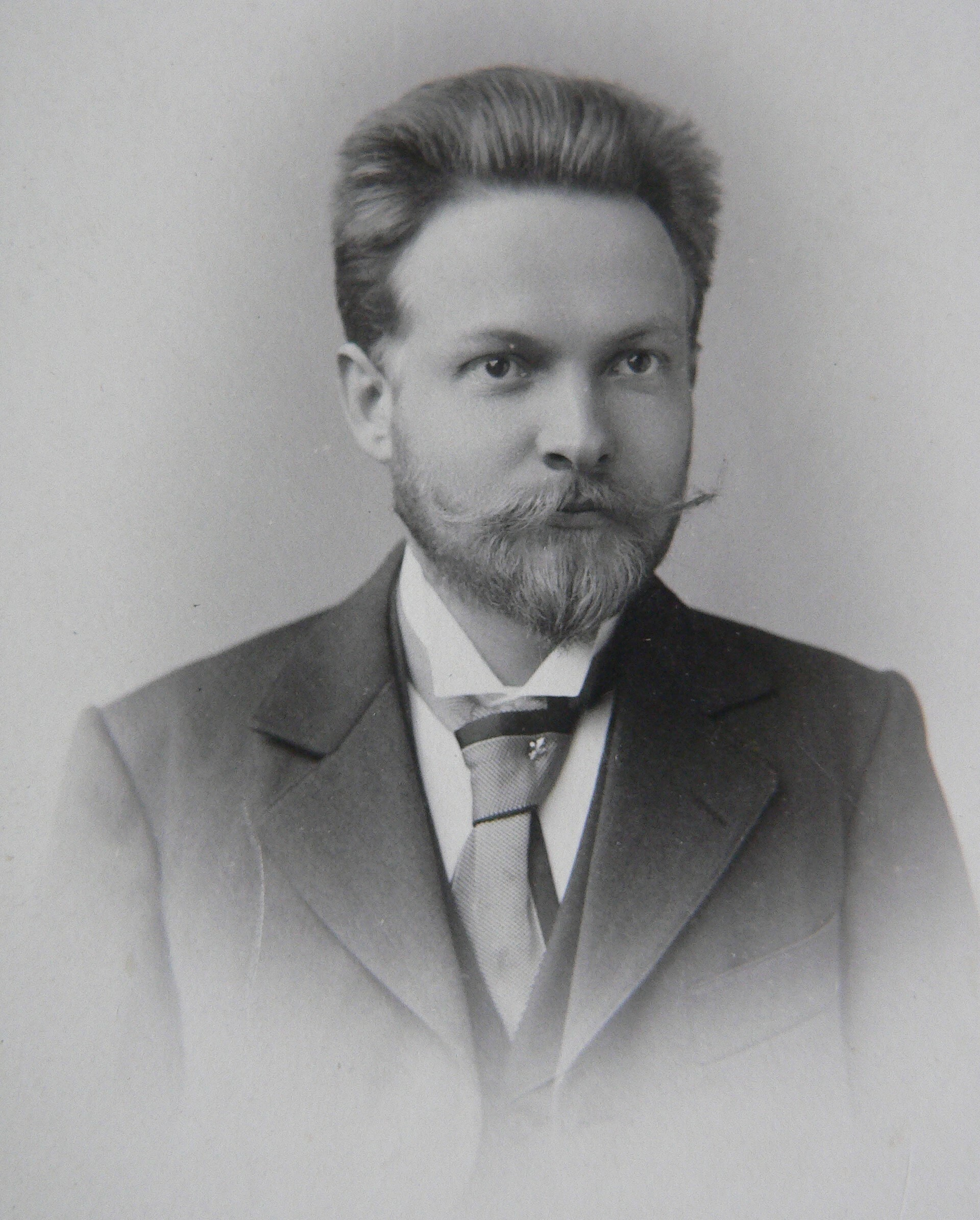
Günther Enderlein

Günther Enderlein (* 7. August 1872 in Leipzig; † 11. August 1968 in Wentorf bei Hamburg) war ein deutscher Zoologe, Entomologe (Insektenkundler) und späterer Hersteller von pharmazeutischen Produkten in der Nähe von Hamburg.
Neben seiner Arbeit über Insekten wurde Enderlein aufgrund seiner Hypothesen zum Konzept des Pleomorphismus von Mikroorganismen und zur Entstehung von Krebs bekannt, die teilweise auf Ansichten anderer Forscher fußen, jedoch heute widerlegt sind.
Die wissenschaftlich nicht haltbare alternativmedizinisch-diagnostische Vitalblutanalyse, welche auch eine Krebsfrüherkennung ermöglichen soll, ist nach ihm benannt, darüber hinaus die Familie der Echten Tierläuse Enderleinellidae und die Gattung Enderleinellus.

## Leben
Enderlein, Sohn des Lehrers Traugott Wilhelm Enderlein, studierte in Leipzig und Berlin und promovierte 1898 als Zoologe. Während seines Studiums in Leipzig war er Mitglied im Entomologischen Verein Fauna zu Leipzig. Von 1900 bis 1906 war er Assistent am zoologischen Museum in Berlin und danach bis 1919 Kustos des städtischen Museum in Stettin. 1924 habilitierte er und erwarb den Titel eines Professors als Dienstbezeichnung. Über eine Lehrtätigkeit ist nichts bekannt.
1914 meldete er sich als Dienstfreiwilliger in der Medizinalabteilung des II. Armeekorps in Stettin und wurde während des Ersten Weltkrieges im Rang und Gehalt eines Stabsarztes eingestellt. Von 1919 bis 1937 war er Kustos des zoologischen Museums der Universität Berlin. Nach seiner Pensionierung verlegte Enderlein seine Tätigkeit in die Pharmazie und war Produktionsleiter beim Pharmaunternehmen Sanum. 1944 gründete er seine eigene pharmazeutische Firma IBICA (die Abkürzung steht für Immunobiologica) in Berlin, später Hamburg.
Enderlein erscheint zudem als Begründer und Herausgeber von vier Schriftenreihen, dem Archiv für klassifikatorische und phylogenetische Entomologie (1928) in Wien, dem Archiv für Entwicklungsgeschichte der Bakterien (1931–1944) in Berlin sowie der Schriftenreihen Immunobiologica (1946–1954) und AKMON. Bausteine zur Vollgesundheit und Akmosophie (1955–1959).
Aufgrund der Novellierung der Arzneimittelgesetzgebung 1961 erhielt die IBICA 1972 keine erneute Zulassung ihrer Produkte und musste die Produktion einstellen. Die Firma wurde 1974 stillgelegt. 1975 übernahm Heinrich Kehlbeck die Produktionsanlagen der Firma und fusionierte die IBICA des inzwischen verstorbenen Enderlein mit den Sanum-Werken zu der Sanum-Kehlbeck GmbH & Co KG in Hoya.
Enderlein war zweimal verheiratet, zunächst bis zu deren Tod mit Anna E., geb. Jacob (* 1904; † 1920), dann seit 1937 mit Sigrid E., geb. Intlekofer.

## Wissenschaftliches Werk und Theorien über den Pleomorphismus

### Entomologie
Enderlein publizierte an die 500 wissenschaftliche Arbeiten, in der Hauptsache über Insekten. Er arbeitete in der Taxonomie und Systematik zahlreicher Zweiflügler. Zahlreiche Insekten sind von ihm wissenschaftlich beschrieben und benannt worden, wobei es auch zu Konflikten mit anderen Wissenschaftlern kam, die Taxonomie Enderleins anhand von äußeren Merkmalen nicht immer anerkannten (Einzelheiten dazu siehe Zwick 1995). Enderlein interessierte sich insbesondere für Simuliidae (Diptera).
Zu seinen Ehren wurden die Läusegattungen Enderleinellus und Proenderleinellus nach ihm benannt.

### Bakteriologie
1916 erschienen seine ersten bakteriologischen Studien über den Erreger der Diphtherie und eine einführende Zusammenfassung seines bakteriologischen Hauptwerkes, Bakterien-Cyclogenie, das kriegsbedingt aber erst 1925 veröffentlicht werden konnte.
Zeitgleich und unabhängig von Enderlein wurden in den USA die bakteriologischen Studien des Agrarbakteriologen Felix Löhnis mit dem Titel Life Cycles of the Bacteria veröffentlicht (Zyklische Entwicklungsvorgänge der Bakterien).

### Pleomorphismus
Größeres Aufsehen als seine Arbeiten über Insekten erweckten seine Ansichten und Hypothesen zum Konzept des Pleomorphismus über Mikroorganismen wie Pilze und Bakterien sowie Zellen. Dieser These zufolge sollen sie sich ineinander umwandeln und in unterschiedlicher Erscheinungsform auftreten können. Das historische Pleomorphismuskonzept wurde bereits um die Jahrhundertwende und zuvor heftig unter Wissenschaftlern diskutiert, bis schließlich um 1870 das Konzept des Monomorphismus von dem Botaniker Ferdinand Cohn die Oberhand gewann. Dieser schuf die erste Bakterienklassifikation, die in ihrer Grundstruktur auch heute noch gültig ist. Mit den Arbeiten von Louis Pasteur und Robert Koch setzte sich diese auch innerhalb der medizinischen Bakteriologie durch. „Pleomorphismus“ galt bereits in den 1930er Jahren als widerlegte Lehrmeinung.
Enderlein führte viele neue Fachbegriffe ein, die das Lesen seiner Texte in heutigen Zeiten erschweren, da viele dieser Begriffe nicht mehr benutzt werden. Manche Textpassagen sind aus kritischer Sicht de facto unverständlich.

## Therapiekonzepte
Enderlein bezeichnete seine Heilpräparate als isopathische Mittel, da diese die gleichen Symbionten enthalten sollen, auf die der Mensch angewiesen sei und diese an dem Prozess der Rückwandlung von höher valenten Wuchsformen zurück zur Chondritform beteiligt seien. Die Krankheit soll also durch dieselben Erreger geheilt werden, durch die sie hervorgerufen wird. Eine Antibiose der wissenschaftlichen Medizin hielt er nicht für hilfreich, da sie auch die harmlosen Symbionten schädige.

## Vitalblutanalyse
Enderlein postulierte, dass die Untersuchung unbehandelten Blutes (Kapillarblut) in der Dunkelfeldmikroskopie zur Diagnose einer Vielzahl von Erkrankungen geeignet sei. In der auch „Dunkelfeldmikroskopie nach Enderlein“ bzw. „Nativblutdiagnostik nach Enderlein“ bezeichneten „Vitalblutanalyse“ werden Blutzellen untersucht. Es ist ein alternativmedizinisches, diagnostisches Konzept, welches auf der Annahme beruht, dass die hierbei beobachteten Bestandteile des Blutes (beispielsweise aggregierte Erythrozyten) Hinweise auf bestimmte Krankheiten oder sogar die Neigung zu Krebserkrankungen geben würden. Sie soll die Beobachtung von „im Blut lebenden Mikroorganismen“ ermöglichen. Enderlein behauptete, dass jene Mikroorganismen Vorstufen von Bakterien und Pilzen sein sollen, die zu wiederum Krebserkrankungen führen sollen.
Das Verfahren ist auch Grundlage für die sogenannte „Isopathische Behandlung nach Enderlein“. Enderlein behauptete, dass sie bei chronischen Erkrankungen (z. B. Krebs) Erfolge erzielen solle, was heute als widerlegt gilt.
Mit dem Verfahren sind keine verlässlichen Diagnosen möglich, insbesondere nicht von Krebserkrankungen.

## Kritik an Enderlein
Im Jahre 1952 geriet Enderlein im Zusammenhang mit Ermittlungen gegen das umstrittene Krebsheilmittel Endobiont-Chondritin, das er vermarktete, in die Schlagzeilen. Sein herstellendes Institut musste vorübergehend schließen.
Dass sich im Blut eines gesunden Menschen in geringer Konzentration Bakterien finden lassen, ist heute wissenschaftlich unumstritten: Eine in einem Brutschrank angelegte Blutkultur eines Gesunden zeigt nach einiger Zeit stets die Anwesenheit von Bakterien, allerdings auch bedingt durch Keime, die bei der Blutabnahme von der Haut in die Probe gelangen.
Durch moderne Untersuchungsmethoden, wie der Serologie lassen sich genetische Unterschiede zwischen Organismen feststellen. Mit derartigen Methoden lässt sich zweifelsfrei nachweisen, dass die (prokaryontischen, zellkernlosen) Bakterien zum Beispiel nicht mit den (eukaryontischen, kernhaltigen) Pilzen verwandt sind. Auch sind Gene isolierter Zellen eines menschlichen Tumors nicht mit Genen von Bakterien oder Pilzen identisch. Bei nur etwa 15 % aller Tumorerkrankungen spielen Viren (Onkoviren) eine Rolle; diese durchlaufen jedoch nicht den oben beschrieben Zyklodekreislauf.
Kritisiert wird auch Enderleins Vorliebe für das Zeichnen seiner mikroskopischen Beobachtungen, und dies zu Zeiten der objektiveren Fotografie.

### Vitalblutanalyse
Die Wirksamkeit der Dunkelfeldmikroskopie nach Enderlein zur Diagnose von Krankheiten ist weder belegt, noch sind die zugrundeliegenden Annahmen plausibel. Nach Edzard Ernst wird diese Analyse höchstwahrscheinlich falsch positive und falsch negative Diagnosen ergeben. Als unzuverlässige diagnostische Methode diene sie nur dazu, „Patienten zu beeindrucken und ihnen ihr Geld abzuknöpfen“.
Enderleins Theorien zur Entstehung von Krankheiten sind heute widerlegt. In der medizinisch-hämatologischen Diagnostik spielt die Dunkelfeldmikroskopie keine Rolle.

## Werke (Auswahl)
- Günther Enderlein (Hrsg.): Akmon. Bausteine zur Vollgesundheit und Akmosophie. Ibica-Verlag, Aumühle 1955–59. (Zeitschrift)
- Bakterien-Cyclogenie. Prolegomena zu Untersuchungen über Bau, geschlechtliche und ungeschlechtliche Fortpflanzung und Entwicklung der Bakterien. Verlag Walter de Gruyter & Co., Berlin/Leipzig 1925. (Neudruck: Semmelweis-Verlag, Hoya 1980)
- Günther Enderlein: Einige neue Erreger aus der Verwandtschaft des Diphtherie-Erregers. In: Sitzungsberichte der Gesellschaft naturforschender Freunde zu Berlin. Jg. 1916, S. 395–400.